# Mauri Vansevenant
Mauri Vansevenant (Ostende, 1 de junio de 1999) es un ciclista belga que desde julio de 2020 corre para el equipo profesional Soudal Quick-Step de categoría UCI WorldTeam.
Es hijo del exciclista profesional Wim Vansevenant. Su nombre de pila proviene de Melcior Mauri, ganador de la Vuelta a España 1991.

## Palmarés
2019 (como amateur)
- Giro del Valle de Aosta

2021
- Gran Premio Industria y Artigianato-Larciano

2023
- 1 etapa del Tour de Omán

2024
- 1 etapa del Tour de Luxemburgo

## Resultados en Grandes Vueltas
| Carrera | Carrera         | 2020 | 2021  | 2022 | 2023 | 2024 |
| ------- | --------------- | ---- | ----- | ---- | ---- | ---- |
|         | Giro de Italia  | —    | —     | 30.º | —    | 30.º |
|         | Tour de Francia | —    | —     | —    | —    | —    |
|         | Vuelta a España | —    | 101.º | —    | —    | 49.º |

—: no participa
Ab.: abandono

## Equipos
- Quick Step (2020-)[3]
  - Deceuninck-Quick Step (2020-2021)
  - Quick-Step Alpha Vinyl Team (2022)
  - Soudal Quick-Step (2023-)